# Крупа Тетяна Василівна
Тетяна Василівна Крупа (нар. 12 липня 1960) — заслужений лікар України, депутат Хмельницької обласної ради від партії «Слуга народу». Стала відомою восени 2024 року через звинувачення в незаконному збагаченні.

## Життєпис
Народилася 12 липня 1960 року. Закінчила Тернопільський медичний інститут і Тернопільський економічний університет.
2008 року стала головним лікарем комунального закладу охорони здоров'я «Хмельницький обласний центр медико-соціальної експертизи» (МСЕК).
Член фракції Хмельницької обласної ради від «Слуга народу». Входить до депутатських груп «Медицина Хмельниччини», «Єдність», член постійної комісії обласної ради з питань охорони здоров'я, соціальної політики, освіти, науки, культури, релігії, молоді та спорту.

## Розслідування

### В Україні
4 жовтня 2024 року ДБР провело обшуки у родини Крупи і звинуватило Тетяну та її сина Олександра в незаконному збагачені. Було виявлено $6 млн готівкою, дорогі прикраси, коштовності. Правоохоронці знаходили гроші у квартирі практично скрізь: у шафах, ящиках, нішах. У робочому кабінеті Крупи було виявлено $100 тис. готівкою. Тетяну Крупу затримали, Печерський суд заарештував її на 60 діб із можливістю внесення застави 500 млн грн.
Після цього обласний осередок партії «Слуга народу» ініціював відкликання Крупи з посади депутатки Хмельницької облради. За допомогою Крупи всі прокурори області з керівними посадами (49 осіб), крім одного, оформили собі інвалідність і отримували за це додатково гроші з державного бюджету[джерело?].
5 листопада Вищий антикорупційний суд арештував частину майна Крупи, а саме на $3,17 млн, 140 тис. євро та 1,27 млн грн, вилучених у неї вдома. 9 грудня 2024 року Апеляційна палата Вищого антикорупційного суду залишила Крупу під вартою. У січні 2025 року ВАКС продовжив арешт до 23 березня 2025 року, зменшивши заставу до 260 млн грн.
20 березня ВАКС продовжив Крупі запобіжний захід на 60 днів — щонайменше до 18 травня — з заставою 230 млн грн. 31 березня Апеляційна палата ВАКС розглянула апеляцію щодо продовження запобіжного заходу Крупі з заставою в 130 млн грн.
2 травня 2025 року в камері Крупи провели повторні обшуки, вилучивши у неї телефон, мати який вона не мала права. Під час вилучення телефону, вона намагалася видалити з нього інформацію.

### В Польщі
В квітні 2025 року в Польщі правоохоронці відкрили кримінальне провадження проти Крупи, її підозрюють у вивезенні до Польщі мільйонів гривень, отриманих на корупційних схемах.

## Родина
- Володимир Крупа — чоловік, був керівником Державної аудиторської служби у Хмельницькій області.
- Олександр Крупа — син, станом на початок жовтня 2024 року очолював обласний Пенсійний фонд на Хмельниччині, а 2018 року був першим заступником голови Хмельницької районної державної адміністрації[17]. 12 жовтня 2024 року звільнився з посади за власним бажанням[18]. На сина записано 3 квартири, 25 земельних ділянок, 5 житлових будинків та два — недобудованих, 4 дачі. В його власності чотири автомобілі: VW Touareg 2013 року, Audi Q7 2016 року, BMW X7 2022 року, Audi Q8 2021 року[джерело?].